# Victrix karsiana
Victrix karsiana là một loài bướm đêm trong họ Noctuidae.